# Comuna Poiana, Galați
Poiana este o comună în județul Galați, Moldova, România, formată din satele Poiana (reședința) și Vișina.
Conform recensămîntului din 2011, comuna Poiana are o populație de 1686 de locuitori.

## Demografie
Componența etnică a comunei Poiana
     Români (93,91%)
     Alte etnii (0%)
     Necunoscută (6,09%)
Componența confesională a comunei Poiana
     Ortodocși (93,78%)
     Alte religii (0,13%)
     Necunoscută (6,09%)
Conform recensământului efectuat în 2021, populația comunei Poiana se ridică la 1.592 de locuitori, în scădere față de recensământul anterior din 2011, când fuseseră înregistrați 1.686 de locuitori. Majoritatea locuitorilor sunt români (93,91%), iar pentru 6,09% nu se cunoaște apartenența etnică. Din punct de vedere confesional, majoritatea locuitorilor sunt ortodocși (93,78%), iar pentru 6,09% nu se cunoaște apartenența confesională.

## Politică și administrație
Comuna Poiana este administrată de un primar și un consiliu local compus din 11 consilieri. Primarul, Ciprian Tudor[*], de la Partidul Social Democrat, este în funcție din 2016. Începând cu alegerile locale din 2024, consiliul local are următoarea componență pe partide politice:
|  | Partid                    | Consilieri | Componența Consiliului | Componența Consiliului | Componența Consiliului | Componența Consiliului | Componența Consiliului | Componența Consiliului | Componența Consiliului | Componența Consiliului |
|  | ------------------------- | ---------- | ---------------------- | ---------------------- | ---------------------- | ---------------------- | ---------------------- | ---------------------- | ---------------------- | ---------------------- |
|  | Partidul Social Democrat  | 8          |                        |                        |                        |                        |                        |                        |                        |                        |
|  | Partidul Național Liberal | 3          |                        |                        |                        |                        |                        |                        |                        |                        |